# Nazarij Rusyn
Nazarij Orestowycz Rusyn, ukr. Назарiй Орестович Русин (ur. 25 października 1998 w Nowojaworowsku) – ukraiński piłkarz występujący na pozycji napastnika w horwackim klubieHajduk Split do którego jest wypożyczony z Sunderland.

## Kariera klubowa
Wychowanek klubów Jantarny Nowojaworowsk i FK Lwów, barwy których bronił w juniorskich mistrzostwach Ukrainy (DJuFL). Karierę piłkarską rozpoczął 9 września 2015 w drużynie juniorskiej Dynama Kijów w meczu z Howerłą Użhorod (4:1). 25 lutego 2017 debiutował w podstawowym składzie kijowskiego klubu w meczu z Skënderbeu Korcza (2:3). 3 sierpnia 2019 został wypożyczony do Zorii Ługańsk. 23 lutego 2021 został zawodnikiem Legii Warszawa. Jednak nie rozegrał żadnego meczu i 30 czerwca 2021 został po raz kolejny wypożyczony, tym razem do SK Dnipro-1. 15 stycznia 2022 został wypożyczony do Czornomorca Odessa. 2 sierpnia 2022 przeszedł do Zorii Ługańsk, w której już grał wcześniej. 

## Kariera reprezentacyjna
Występował w juniorskiej i młodzieżowej reprezentacjach Ukrainy.

## Sukcesy
Dynamo Kijów
- Puchar Ukrainy: 2019/20